# نمایشگاه جهانی (۱۸۸۹)

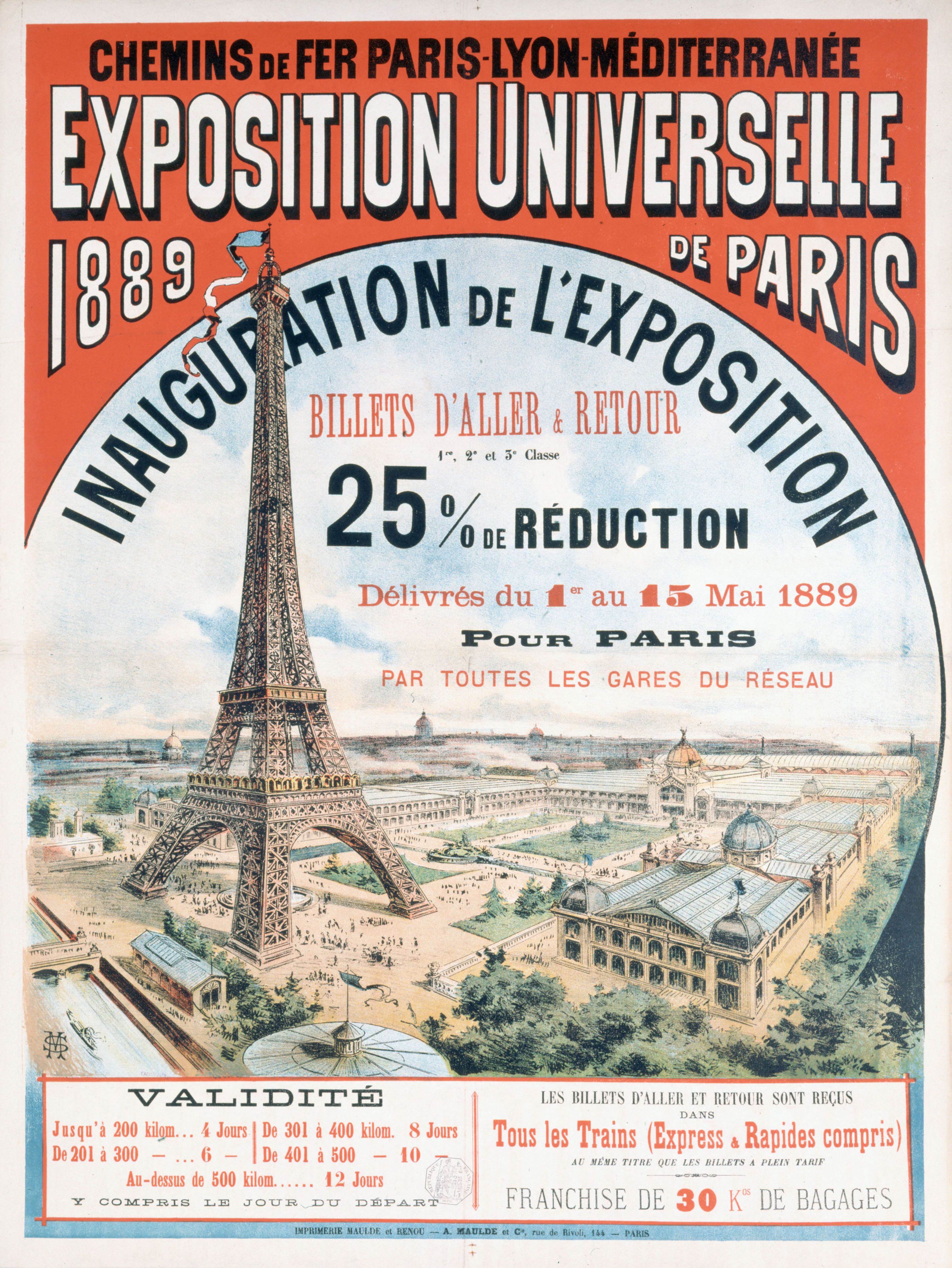

نمایشگاه جهانی ۱۸۸۹ از ۵ می تا ۳۱ اکتبر ۱۸۸۹ به مدت تقریبی ۶ ماه در پاریس برگزار شد. این چهارمین نمایشگاه از هشت نمایشگاه بین ۱۸۵۵ تا ۱۹۳۷ بود که در شهر پاریس برگزار شد. بیش از سی و دو میلیون بازدید کننده داشت. مشهورترین بنای نمایشگاه برج ایفل است.

## سازماندهی
نمایشگاه به مناسبت صدمین سالگرد اشغال باستیل، که آغاز انقلاب فرانسه بود، برگزار شد و به عنوان راهی برای تحریک اقتصادی و بیرون کشیدن فرانسه از رکود اقتصادی در نظر گرفته شده بود.
این نمایشگاه ۶۱٬۷۲۲ غرفه‌دار رسمی را به خود جلب کرد که بیست و پنج هزار نفر از آن‌ها از خارجی بودند.

## ورودیه
ورودیه چهل سانتیم یود، (زمانی که قیمت یک بشقاب گوشت و سبزیجات در کافه پاریس ده سانتیمم بود).
بازدیدکنندگان برای جاذبه‌های خاص نمایشگاه هزینه اضافی پرداختند.
صعود به برج ایفل پنج فرانک. ورود به پانوراما، تئاترها و کنسرت‌های محبوب یک فرانک.
بازدیدکنندگان از استان‌های فرانسه می‌توانستند بلیطی را که شامل کرایه قطار و ورود به نمایشگاه بود خریداری کنند.
هزینه کل نمایشگاه ۴۱٫۵ میلیون فرانک و درآمدش ۴۹٫۵ میلیون فرانک بود. این آخرین نمایشگاه جهانی پاریس بود که سود کرد.

## شرکت کنندگان
آندورا، آرژانتین، بولیوی، شیلی، کاستاریکا، جمهوری دومینیکن، اکوادور، ایالات متحده، یونان، گواتمالا، هائیتی، هاوایی، هندوراس، هند، ژاپن، مراکش، مکزیک، موناکو، نیکاراگوئه، نروژ، پاراگوئه، ایران ، سنت مارتین، السالوادور، صربستان، سیام، جمهوری آفریقای جنوبی، سوئیس، اروگوئه، ونزوئلا، نیوزلند و تاسمانی.

## تحریم کنندگان
به دلیل موضوع نمایشگاه، جشن سرنگونی پادشاهی فرانسه، کشورهای اروپایی دارای پادشاهی نمایشگاه را تحریم کردند. کشورهای تحریم کننده شامل: آلمان، اتریش مجارستان، بلژیک، اسپانیا، انگلستان، ایتالیا، هلند، پرتغال، روسیه و سوئد بودند.
با این وجود، بسیاری از شهروندان و شرکت‌های خصوصی برخی از آن کشورها شرکت کردند آلمان و آلزاس-لورن، اتریش-مجارستان، بلژیک، برزیل بودند. چین، دانمارک، مصر، اسپانیا، انگلستان و مستعمرات آن، هائیتی، ایتالیا، لوکزامبورگ، هلند، پرو، پرتغال، رومانی، روسیه، فنلاند و سوئد از آن جمله هستند.

## مکان‌ها
نمایشگاه دو مکان بزرگ داشت.
مکان اصلی در شانز دو مارس در ساحل چپ بود که محل رژه دانشکده جنگ بود و توسط نمایشگاه جهانی ۱۸۷۸ استفاده شده بود و برج ایفل، کاخ ماشین آلات و کاخ‌های هنرهای زیبا و هنرهای لیبرال را دربرداشت. این نمایشگاه در سراسر رود سن تا کاخ تروکادرو، گسترش داشت. شیب کاخ تروکادرو تا سن با تراس، چشمه، باغ و نمایشگاه باغبانی پر شده بود.
یک سایت جداگانه و کوچک‌تر در کنار پل اینولیدز قرار داشت که میزبان غرفه‌های مستعمرات بود. این بخش مجموعه وسیعی از رستوران‌ها و کافه‌های فضای باز با غذاهای هندوچین، شمال آفریقا و سایر غذاهای سراسر جهان را شامل می‌شد. غرفه‌ها تنوع فرهنگی مستعمرات را تداعی می‌کردند، بزرگترین آن‌ها کاخ مرکزی مستعمرات، طراحی شده توسط استفان ساووستر بود، که از طراحان برج ایفل بود.
نمایشگاه علاوه بر نمایش معماری مستعمرات، ساختار روستاهای آن‌ها را نیز نمایش می‌داد. مردم مستعمرات زندگی روزانه خود را برای بازدیدکنندگان نمایشگاه به نمایش گذاشتند، که البته برخی را ناراحت کرد.
سامبا لاوبه تیام، جواهرساز اهل سنگال گفت:
"بسیار تحقیر آمیز بود که در کلبه‌هایی مانند وحشیها به نمایش گذاشته شدیم؛ این کلبه‌های کاه گلی واقعیت سنگال نیستند. در سنگال ساختمانهای بزرگ، ایستگاه‌های راه‌آهن داریم آنها را با برق روشن می‌کنیم. اداره بهداشت کشور ما اجازه ساخت این نوع آلونک‌ها را نمی‌دهد. آنهایی که موجود هستند بعداز خراب شدن اجازه ساخت مجدد ندارند
گنجانیدن افراد مستعمرات در نمایشگاه با هدف آموزشی در نظر گرفته شده بود، اما از لحاظ تاریخی نیز یک نمایش استثماری و برتری طلبانه بود.
بخش مستعمرات توسط یک راهرو از آلاچیق‌ها در امتداد ساحل چپ به سایت شانز دو مارس متصل بود. این راهرو، در پای برج ایفل، همچنین دارای نمایشگاهی به نام «تاریخ سکونت بشر» بود، با خانه‌هایی که تاریخ معماری داخلی را به تصویر می‌کشیدند، که بر پایه تخیلات چارلز گارنیه، معمار اپرای پاریس طراحی شده بودند.
بیست و دو ورودی متفاوت به نمایشگاه، در اطراف آن وجود داشت. نمایشگاه‌ها و کاخ‌های اصلی از ساعت ۸ صبح تا ۶ بعد از ظهر باز بودند. پارکها و رستوران‌ها تا ساعت ۱۱ شب روشن بودند. ورودی اصلی مراسم در لس اینولید متشکل از دو ستون بلند با تزئینات رنگارنگ، مانند شمعدان‌های غول پیکر قرار داشت.

## سازه‌ها

### برج ایفل
برج ایفل مخصوص نمایشگاه ساخته شده بود و بلندترین سازه جهان در آن زمان بود.
در سال ۱۸۸۶ مسابقه ای برای ساخت چیزی که «برج سیصد متری» نامیده می‌شد اعلام شد. شرکت ساختمانی گوستاو ایفل، که اخیراً قاب آهنی مجسمه را ساخته بود، برنده شد. ایفل قبلاً از پروژه مطلع بود و از سال ۱۸۸۴ یک برج دقیقاً با این ابعاد طراحی کرده بود.
طراحی سازه توسط دو مهندس ایفل، Maurice Koechlin و ilemile Nouguier ایجاد شد، که به همراه خود ایفل، اختراع این طرح را دریافت کردند. معمار ایفل، استفان ساووستر، فرم منحنی و تزئین را طراحی کرد که ظاهر برجسته ای به برج بخشید. ایفل به مدت بیست سال حق استفاده از برج و رستوران‌های آن و سکوهای مشاهده را دریافت کرد. با وجود نفوذ در آب رودخانه، مکانی در کنار رودخانه انتخاب شد، زیرا آن زمین متعلق به شهر پاریس بود و این برج می‌توانست پس از اتمام نمایشگاه در محل خود نگه داشته شود.
ساخت و ساز دو سال و دو ماه و پنج روز به طول انجامید و شامل پانصد کارگر بود که هجده هزار قطعه آهن را که هر کدام پنج متر و با دقت شماره گذاری شده بودند، در کارخانه ای در لووالوا پرت، حومه پاریس، جمع‌آوری کردند. داماد ایفل، در مورد کارگران ساخت برج، اظهار داشته بود: «هیچ سربازی در میدان نبرد مستحق ذکر بهتر از این زحمت کشان فروتن نبود، که هرگز در تاریخ ثبت نمی‌شوند.» در طول نمایشگاه، هیچ‌کس غیر از پرسنل ساختمانی اجازه نداشت بالاتر از سکوی مشاهده دوم باشد.
در اولین هفته نمایشگاه، ۲۹۹۲۲ نفر از برج به سمت سکوی مشاهده صعود کردند، با اینکه آسانسورها هنوز نبودند و مردم از یک راه پله باریک پیچ در پیچ بالا می‌رفتند. تا پایان نمایشگاه، پس از ۱۷۳ روز، ۱۹۶۸۲۸۷ نفر از برج صعود کرده بودند.
هنگامی که نمایشگاه پایان یافت، برج برای مدتی به عنوان ایستگاه هواشناسی مورد استفاده قرار گرفت. در سال ۱۹۰۴، ایفل به ارتش فرانسه پیشنهاد کرد که فرستنده رادیویی، طراحی شده توسط مهندس پیشرو رادیو، ادوارد برانلی، در سطح سوم قرار گیرد. در سال ۱۹۰۹، هنگامی که امتیاز ایفل به‌طور رسمی پایان یافت، تصمیم گرفته شد که برج برای همیشه بعنوان نماد شهر پاریس حفظ شود.

### گالری ماشین آلات
دومین بنا گالری ماشین آلات بود که در ابتدا برای نمایشگاه جهانی ۱۸۷۸ توسط معمار فردیناند دوترت و مهندس ویکتور کانتامین ساخته شده بود، یک ساختار عظیم آهنی و شیشه ای شامل نمونه ماشینهای صنعتی بود. این ساختمان تمام عرض سایت نمایشگاه، زمینی بین خیابان بوردون و خیابان فعلی سوفرن را اشغال کرد و ۷۷۰۰۰ متر مربع را با ۳۴۷۰۰ متر پنجره شیشه ای پوشش داده بود. گالری با ۱۱۱ متر طول طولانی‌ترین فضای پوشیده جهان بود. هزینه آن ۷٫۴۳ میلیون فرانک یا هفت برابر هزینه برج ایفل بود. این بنا بعداً در نمایشگاه ۱۹۰۰ نیز مورد استفاده قرار گرفت و در ۱۹۱۰ نابود شد.
از سیستم قوس‌های لولایی (مانند مجموعه ای از دهانه‌های پل که نه از انتها به انتها بلکه موازی قرار دارند) از فولاد یا آهن استفاده می‌کرد. اگرچه اغلب گفته می‌شود از فولاد بوده در واقع از آهن ساخته شده بود.

### علم و فناروی

#### آسانسور ایمنی اوتیس
اوتیس آسانسورهایی را آورده بود که مسافران را از پایه‌های برج ایفل به طبقه اول می‌رساند. هنگامی که روزنامه نگاران از ایمنی آسانسورها ابراز نگرانی کردند، تکنسین‌های اوتیس یک آسانسور را با سه هزار کیلوگرم سرب پر کردند و در حضور روزنامه نگاران کابل را با تبر قطع کردند. سقوط آسانسور ده متر بالاتر از سطح زمین توسط ترمزهای ایمنی اوتیس متوقف شد.

#### غرفه ایفل
خانه فلزی پیش ساخته فناوری دیگری بود که در نمایشگاه ارائه شد. ایفل مجموعه ای از خانه‌ها با سقف و دیوارهای فولادی گالوانیزه و فضای داخلی چوبی را ایجاد کرد که می‌توان آنها را به سرعت کنار هم قرار داد یا جدا کرد، که بیشتر برای استفاده در مستعمره‌های فرانسوی هندوچین طراحی شده بود. برخی از آنها به عنوان غرفه‌های بلیط فروشی در نمایشگاه خدمت کردند. یکی از این غرفه‌های قدیمی، که اکنون به عنوان پناهگاه کوهنوردان استفاده می‌شود، اکنون در جنگل دامپیر یافت می‌شود.
غرفه‌های دیگر شامل غرفه‌های تلفن و برق ناوبری دریایی، فناوری نظامی بودند

### کاخ هنرهای زیبا و کاخ هنرهای آزاد
که هریک دارای گنبدی تزئین شده هستند و در مقابل باغ و استخر بازتابنده بین برج ایفل و کاخ ماشینها قرار گرفته‌اند. هر دو توسط Jean-Camille Formigé با نقشه ای مشابه طراحی شده بودند. هر دو ساختمان دارای قاب‌های آهنی مدرن فراوان از شیشه بودند، اما کاملاً با کاشی‌های سرامیکی رنگارنگ و تزئینات مجسمه پوشانده شده بودند.

#### کتابخانه شلچر
نمایشگاه شامل ساختمانی از معمار پاریسی پیر هنری پیک بود. این یک ساختار پیچیده آهنی و شیشه ای بود که با کاشی و سرامیک به سبک بیزانسی-مصری-رومی تزئین شده بود. پس از نمایشگاه، ساختمان به فورت فرانس منتقل شد و دوباره در آنجا مونتاژ شد، کار در سال ۱۸۹۳ به پایان رسید. معروف به کتابخانه شلچر است، در ابتدا شامل ده هزار کتاب بود که ویکتور شولچر فعال مدنی ضد برده داری اهدا کرده بود. امروزه بیش از ۲۵۰ هزار کتاب و یک موزه قوم نگاری در آن نگهداری می‌شود و به عنوان ادای احترام به شخصی که به نام او نامیده می‌شود و جنبش لغو برده داری در مارتینیک را بر عهده داشت، نامگذاری شده‌است.

### فواره‌ها
این نمایشگاه دارای فواره‌های متعدد و استخرهای بازتابنده بود، به ویژه در مرکز خرید که بین برج ایفل و کاخ ماشین‌ها قرار داشت. بزرگترین فواره، نزدیک برج ایفل، با عنوان «شهر پاریس با مشعل خود جهان را روشن می‌کند» بود. طراحی این فواره توسط ژان کامیل فرمیگه، طراحی کاخهای هنرهای زیبا و هنرهای لیبرال در مجاورت آن انجام شده‌است. فواره بزرگ دیگر، نه چندان دور، «پنج قسمت جهان» بود که قاره‌ها را نشان می‌داد. طراحی آن توسط Francis de Saint-Vidal انجام شد.

### «خیابان قاهره» و سکونتگاه‌های عجیب و غریب
«خیابان قاهره» یک جاذبه محبوب بود که برای بازآفرینی معماری و زندگی خیابانی قاهره طراحی شده بود. این یک تضاد چشمگیر با کاخ ماشین‌ها و در کنار آن بود. این ایده بارون دلورت گلئون، مجموعه دار هنری و متخصص هنر مصر، با حمایت مالی شارل دی لسپس، رئیس کمیته نمایشگاه مصر و فرزند فردیناند د لسپس، سازنده کانال سوئز بود. این خیابان پر پیچ و خم بود، با ساختمانهایی در زوایای عجیب و غریب، و در میان ساختمانهای دیگر، یک مناره، دو مسجد، یک مدرسه و دو دروازه زینتی در آن وجود داشتند. درها، پنجره‌ها و لوازم و دکوراسیون معماری واقعی بودند که از ساختمانهای تخریب شده در قاهره وارد شده بودند. این خیابان پر از لباس مصری‌های واقعی از جمله موسیقیدانان، رقاصان عربی، هنرمندان، صنعتگران و فروشندگان غذاها و غذاهای لذیذ مصری بود.
این نمایشگاه چندین نمونه دیگر از سکونتگاه‌های زیبا و روستاهای سراسر جهان را شامل می‌شد، از جمله یک روستای جاوه ای و خانه‌های روستاهای سنگال، بنین و سایر مستعمرات بهمراه ساکنین واقعی در آنها.

### غرفه کشورهای شرکت کننده و صنایع خاص

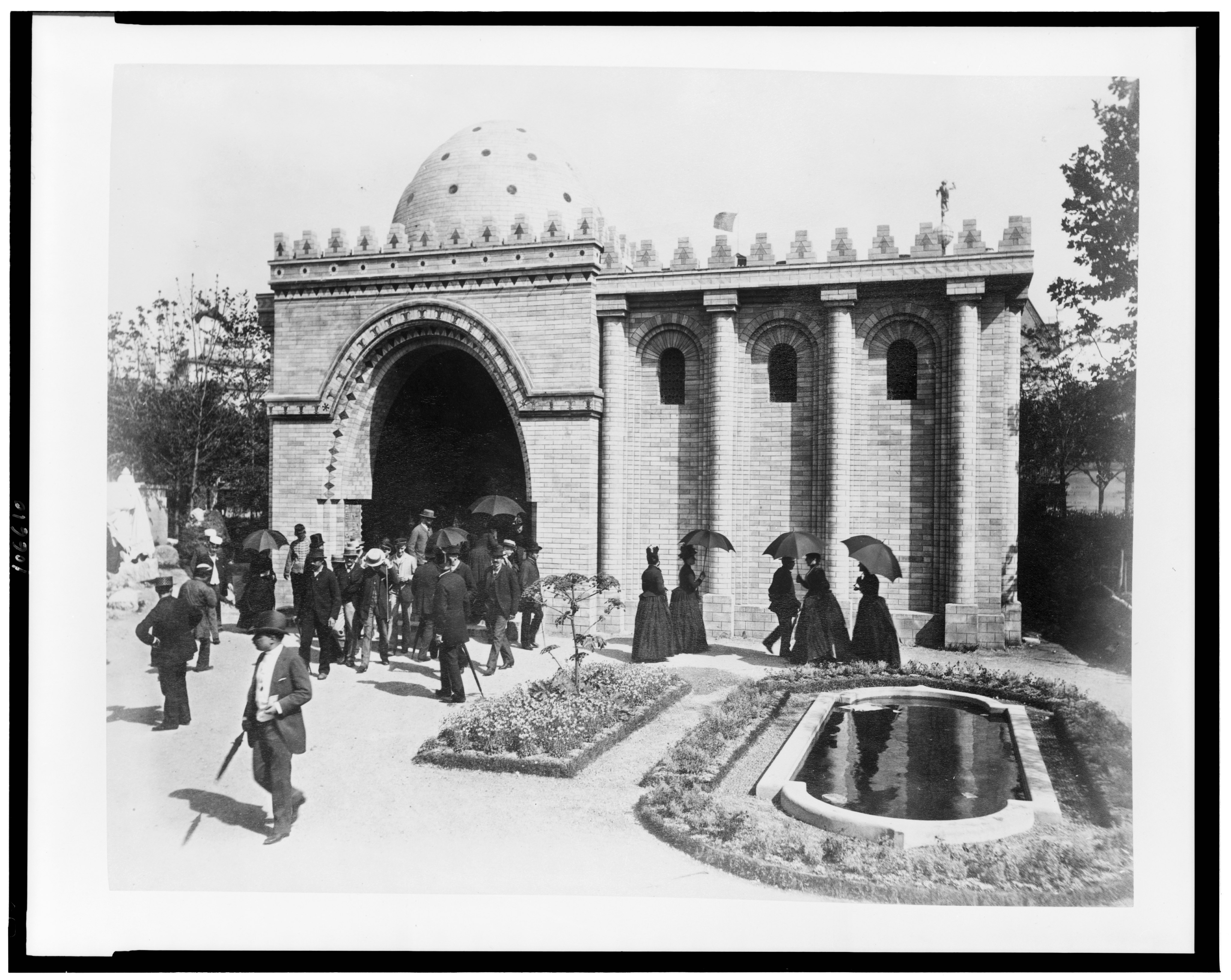
غرفه ایران در نمایشگاه ۱۸۸۹

غرفه کشورهای شرکت کننده در امتداد شامپ دمارس قرار داشت. کشورهای آمریکای لاتین دارای ساختارهای رنگارنگ و مجلل بودند.
غرفه آرژانتین یکی از بزرگ‌ترین و تزئینی‌ترین غرفه‌های نمایشگاه بود. طراحی آن توسط معمار فرانسوی آلبرت بالو، برنده مسابقه طراحی ۱۸۸۷ بود. مساحت آن ۱۶۰۰ متر مربع و ارتفاع آن پنجاه متر بود، در بالای آن پنج گنبد آهنی و شیشه ای قرار داشت و توسط یک موزائیک، سرامیک و تزئینات شیشه ای رنگی احاطه شده بود. پس از بسته شدن نمایشگاه، آن را جدا کردند و به بوینس آیرس منتقل کردند، تا آنکه در سال ۱۹۵۲برچیده شد.
علاوه بر ملل، غرفه‌هایی از صنایع تخصصی مانند شرکت کانال سوئز، غرفه شرکت کشتی بخار ترانس آتلانتیک، غرفه‌های تلفن و برق و غرفه‌های گاز و نفت وجود داشت. کاخ محصولات غذایی یک سازه بسیار بزرگ و تزئین شده بود که محصولات غذایی و شراب فرانسوی را ارائه می‌داد. یکی از نکات برجسته آن یک بشکه چوبی بزرگ مجسمه‌سازی شده از شامپاین مرسیر بود که می‌توانست ۲۰۰ هزار بطری شامپاین را در خود جای دهد.

### تاریخچه سکونت چارلز گارنیه
یک نمایش غیرمعمول «تاریخچه سکونت» بود که توسط چارلز گارنیه، معمار اپرای پاریس به نام او طراحی شد. او در آن زمان ۶۱ ساله بود و از زمان اپرا تعداد کمی پروژه مهم دیگر طراحی کرده بود. اگرچه او همچنین به همراه دیگر نویسندگان و هنرمندان برجسته، طوماری را امضا کرده بود که برج ایفل را به عنوان جنایت محکوم می‌کرد، اما موافقت کرد که مجموعه ای از خانه‌ها را برای نشان دادن تاریخ سکونت انسان طراحی کند. خانه‌هایی که توسط باغ‌ها از هم جدا شده‌اند، نزدیک برج ایفل در یک نوار باریک از زمین در امتداد کوآی دورسی و کرانه رود سن قرار گرفتند.
خانه‌ها بر اساس قرن و بر اساس قاره، با ایده گارنیه در مورد خانه‌ها و کلبه‌های ماقبل تاریخ، از طریق مصریان باستان، یونانیان، رومیان و دیگر تمدن‌های اولیه، از طریق قرون وسطی و رنسانس تا خانه‌های مدرن از ژاپن، چین و خانه‌های اسکیموها، و خانه‌هایی از آفریقا، ژاپن، چین و لاپلند، و خانه‌های بومیان آمریکایی، آزتک‌ها و اینکاها. خانه‌ها توسط گارنیه با تخیل بیش از دقت دقیق تاریخی طراحی شده‌اند، اما زیبا و بسیار محبوب بودند. خانه رومی عملکرد ویژه ای هم داشت، محل اقامت رئیس‌جمهور فرانسه هنگام بازدید از نمایشگاه بود.

### بناهای دیگر
بسیاری از ساختمانهای کوچکتر اما زیبا در داخل یا مجاور نمایشگاه قرار گرفته‌اند. معمار هکتور گیمارد، که در آن زمان بیست و دو سال داشت، دو ساختمان اول خود را برای این نمایشگاه ساخته‌است. کافه-رستوران گراند نپتون در شماره ۱۴۸ لوئیس بلرو، و یک اتاق برق برای برقکار به نام فردیناند دو بویرس، که درست بیرون از سایت نمایشگاه در خیابان سوفرن واقع شده‌بود و پس از نمایشگاه تخریب شد و کافه که در سال ۱۹۱۰ خراب شد.

### موسیقی و سرگرمی
نمایشگاه شامل چندین تئاتر بزرگ برای کنسرت و نمایش بود، از جمله یکی برای رقاصان فولی یک تئاتر جداگانه موسیقی و رقص مستعمرات فرانسه در هندوچین اپرا و کنسرت‌ها نیز در سالن بزرگ کاخ تروکادرو برگزار شدند.
اپرا کمیک در ۱۴ می با اثری که مخصوص آن رویداد ساخته شده بود به نمایش درآمد: اسکلارموند ژول ماسن (اولین بازیگر سینمای سندیلسون، سوپرانوی آمریکایی). سیرک بارنوم و بیلی در طول نمایشگاه در سال د فت در کاخ ماشین‌ها اجرا شد. کلود دبوسی آهنگساز فرانسوی برای اولین بار موسیقی گیملان جاوا را که توسط گروهی از جاوا اجرا شد شنید. این بر برخی از آثار بعدی او تأثیر گذاشت.
خارج از نمایشگاه، دیگر تئاترها و سالن‌ها طیف وسیعی از شوها از جمله بوفالو بیل کودی و نمایش غرب وحشی و آنی اوکلی تیزبین ارائه کردند.

### قطار مینیاتوری

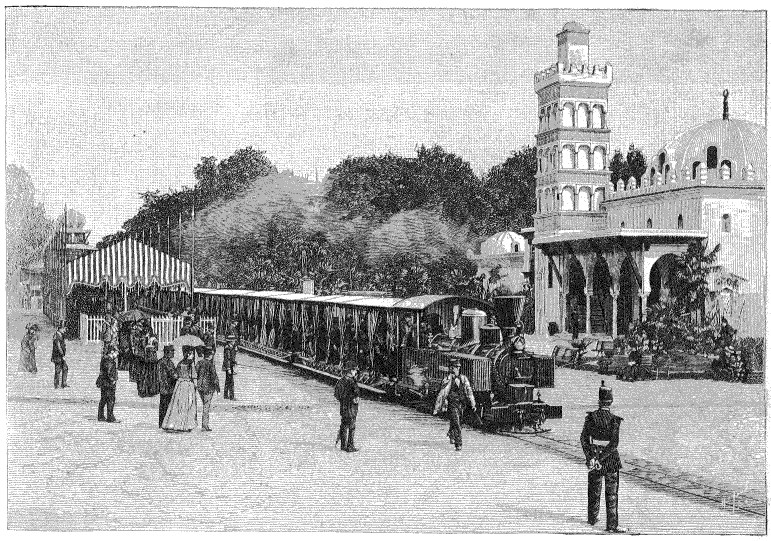
خط آهن دکوویل اختصاصی نمایشگاه ۱۸۸۹

حمل و نقل ریلی در نمایشگاه با خط سه کیلومتری با ریلهای ۶۰ سانتی‌متری راه‌آهن دکوویل انجام شد. گزارش شد که این راه‌آهن تنها در ۶ ماه کار خود ۶٫۳ میلیون بازدیدکننده داشته‌است.

### بازدیدکنندگان مهم و رویدادهای ویژه

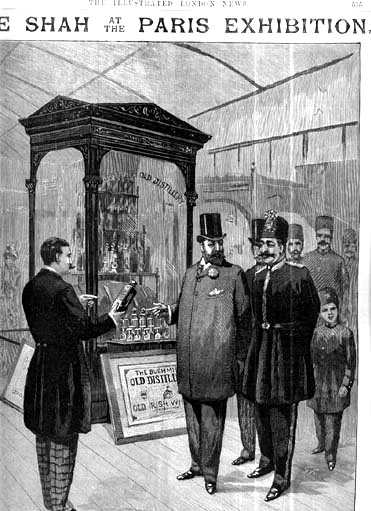
بازدید ناصرالدین شاه از نمایشگاه

ناصرالدین شاه، شاهزاده ولز (ادوارد هفتم آینده) و همسرش، شاهزاده خانم الکساندرا. هنرمندان آنتونی گائودی، جیمز مک نیل ویستلر، ادوارد مونک، رزا بونهور و پل گوگن؛ روزنامه‌نگار و دیپلمات آمریکایی وایتلاو رید؛ نویسنده هنری جیمز؛ وطن‌پرست فیلیپینی خوزه ریزال؛ و مخترعان نیکولا تسلا و توماس ادیسون.
جاذبه اصلی بخش فرانسه الماس سطلنتی بود، در آن زمان بزرگترین الماس در جهان بود.
غرفه مکزیک دارای مدلی از معبد آزتک بود که ترکیبی از باستان‌شناسی، تاریخ، معماری و فناوری محسوب می‌شد
ارائه موتور بخار جوزف فارکو، که قبلاً در سال ۱۸۷۸ جایزه گرفته بود.

### آمار
- هزینه: ۴۱٬۵۰۰٬۰۰۰ فرانک
- دریافتی: ۴۹٬۵۰۰٬۰۰۰ فرانک
- بازدیدکنندگان: ۳۲٬۲۵۰٬۲۹۷
- غرفه داران: بیش از ۶۱٬۷۲۲ نفر که ۵۵ درصد آنها فرانسوی بودند
- کشورهای نماینده: ۳۵

### یادبودها
بیشتر ساختمانها در زمینهای نظامی یا پارکهای متعلق به شهرداری شاخته شده بودند و مدت کوتاهی پس از بسته شدن نمایشگاه تخریب شدند. تنها بناهای بازمانده از این نمایشگاه برج ایفل و کتابخانه شولچر هستند.

### تمایزات نمایشگاه ۱۸۸۹
این نمایشگاه چهار به دلیل مشهور خواهد ماند:
1. ساختمانهای آن، به ویژه برج ایفل و سالن ماشین آلات
2. نمایشگاه استعماری، که برای اولین بار به وضوح باعث شد فرانسوی‌ها باور کنند که اربابان سرزمین‌های مستعمره شده هستند.
3. به خاطر مجموعه عظیمی از مطالب مربوط به جنگ
4. به خاطر شیوه جالب و فوق‌العاده ای که کشورهای آمریکای جنوبی در آن نمایان شدند.